# Mont Rogneux
Der Mont Rogneux ist mit 3083,8 m ü. M. der nördlichste Dreitausender der Grand-Combin-Gruppe in den Schweizer Walliser Alpen. Der breite Aussichtsberg ist leicht zugänglich und besonders im Winter ein beliebtes Skitourenziel.

## Routen
Der Gipfel bietet drei ungefähr gleich schwierige Anstiegsmöglichkeiten im Schwierigkeitsgrad T3 (anspruchsvolles Bergwandern):
- Von der Cabane Brunet über den Ostgrat (3 Stunden)
- Von Südwesten, von Liddes (etwa 5 Stunden)
- Von Chandonne über das Col de Mille und den Nordwestgrat (etwa 5 Stunden)